# Манаскуанская старшая школа
Манаскуанская старшая школа (англ. Manasquan High School) — государственная четырёхлетняя старшая школа в боро Манаскуан (округ Монмут, штат Нью-Джерси). В 2009—2010 учебном году в школе училось 1016 студентов и работал 61 преподаватель. В 2010 году в рейтинге государственных средних школ штата Нью-Джерси, Манаскуанская школа заняла 124 место среди 322 школ.

## Известные выпускники
См. также: Выпускники Манаскуанской старшей школы
- Маханидхи Свами (1969) — кришнаитский гуру.[3]
- Джек Николсон (1954) — актёр.[4]
- Рассел Швайкарт (1952) — астронавт.[5]